# (38062) 1999 EC9
1999 EC9 (asteroide 38062) é um asteroide da cintura principal. Possui uma excentricidade de 0.21033600 e uma inclinação de 0.75229º.
Este asteroide foi descoberto no dia 15 de março de 1999 por Spacewatch em Kitt Peak.